# Camillo Agrippa
Camillo Agrippa, italijanski sabljač, inženir, renesančni arhitekt in matematik, * ????, okoli 1595.
Agrippa je najbolj znan po uvedbi geometrije v preučevanje sabljanja.

## Dela
- Dialogo sopra la generazione die venti
- Nuove inventioni sopra il modo di navigare, 1595
- Trattato di transportare la guglia in su la piazza di s. Pietro
- Treatise on the Science of Arms with Philosophical Dialogue